# Rock and Roll Music
Rock and Roll Music är en låt skriven av Chuck Berry, som själv fick en hit med den 1957. Förutom Chuck Berry (sång och gitarr) medverkade Lafayette Leake (piano), Willie Dixon (bas) och Fred Below (trummor). Den är även känd för The Beatles version från 1964.

## Beatles version
Beatles-LP:n Beatles for Sale innehåller sex covers - däribland "Rock and Roll Music" inspelad den18 oktober 1964. Låten spelades även live av The Beatles under flera års tid. LP:n "Beatles for Sale" gavs ut i England 4 december 1964 och den amerikanska motsvarigheten Beatles '65 i USA den 15 december 1964.
"Rock and Roll Music" gavs även ut som singel i flera europeiska länder (ej Storbritannien) och blev en stor hit i Skandinavien.

## Listplaceringar, The Beatles
| Lista (1965)  | Position         |
| ------------- | ---------------- |
| Australien    | 1                |
| Danmark       | 1                |
| Finland       | 1                |
| Flandern      | 3                |
| Nederländerna | 2                |
| Norge         | 1                |
| Sverige       | 1 (Kvällstoppen) |
| Sverige       | 1 (Tio i topp)   |
| Vallonien     | 6                |
| Västtyskland  | 2                |
| Österrike     | 4                |

### Fotnoter
1. 1 2  Rudolph, Dietmar. ”A Collector's Guide to the Music of Chuck Berry: The Chess Era (1955-1966)”. http://www.crlf.de/ChuckBerry/chessupto1966.html. Läst 4 december 2010.
2. ↑  ”Listplacering”. Arkiverad från originalet den 31 juli 2013. https://web.archive.org/web/20130731072733/http://www.worldcharts.co.uk/chartfeatures/aus/aus60.htm. Läst 30 maj 2021.
3. ↑  ”Listplacering, "Junis top-ti" (placering inom parentes)”. https://www2.statsbiblioteket.dk/mediestream/avis/record/doms_aviser_page%3Auuid%3A861bd0a6-ddfd-4174-8f56-f18cc6f97e0d/query/randers%20dagblad. Läst 30 maj 2021.
4. 1 2  ”Listplacering”. http://suomenlistalevyt.blogspot.com/2015/08/bat-bif.html. Läst 30 maj 2021.
5. ↑  ”Listplacering”. https://www.ultratop.be/nl/song/36bd/The-Beatles-Rock-And-Roll-Music. Läst 30 maj 2021.
6. ↑  ”Listplacering”. https://dutchcharts.nl/showitem.asp?interpret=The+Beatles&titel=Rock+And+Roll+Music&cat=s. Läst 30 maj 2021.
7. ↑  ”Listplacering”. https://norwegiancharts.com/showitem.asp?interpret=The+Beatles&titel=Rock+And+Roll+Music&cat=s. Läst 30 maj 2021.
8. ↑  Hallberg, Eric (1993). Kvällstoppen i P3 (1:a uppl.). ISBN 91-630-2140-4
9. ↑  Hallberg, Eric (1998). Tio i topp - med de utslagna på försök 1961-74 (1:a uppl.). ISBN 91-972712-5-X
10. ↑  ”Listplacering”. https://www.ultratop.be/fr/song/36bd/The-Beatles-Rock-And-Roll-Music. Läst 30 maj 2021.
11. ↑  ”Charts Surfer”. http://www.charts-surfer.de/. Läst 30 maj 2021.